# Kozlinec
Kozlinec je přírodní rezervace v oblasti Poľana.
Nachází se v katastrálním území obce Horná Mičiná v okrese Banská Bystrica v Banskobystrickém kraji. Území bylo vyhlášeno či novelizováno v letech 1967, 1999 na rozloze 9,2700 ha. Ochranné pásmo nebylo stanoveno.